# 长萼堇菜
长萼堇菜（學名：Viola inconspicua）是堇菜科堇菜属的植物，别名湖南堇菜、短毛堇菜、犁头草、菲律賓堇菜、戟葉紫花地丁。分布于台湾岛、缅甸、马来西亚、菲律宾以及中国大陆的陕西、浙江、贵州、湖北、广西、江苏、甘肃、福建、江西、安徽、海南、广东、湖南、四川、云南等地，生长于海拔280米至2,000米的地区，多生在山坡草地、林缘、田边和溪旁。